# Frederick Almgren
Frederick Justin Almgren junior (* 3. Juli 1933 in Birmingham, Alabama; † 5. Februar 1997 in Princeton, New Jersey) war ein US-amerikanischer Mathematiker, der sich mit Topologie, Variationsrechnung, Differentialgeometrie und Minimalflächen beschäftigte.

## Leben
Almgren vollendete 1955 an der Princeton University ein Ingenieurstudium und war dann Kampfjet-Pilot bei der US Navy. Ab 1958 studierte er Mathematik an der Brown University bei Herbert Federer, der um diese Zeit mit Wendell Fleming die geometrische Maßtheorie begründete. 1962 promovierte er bei Federer (The homotopy groups of the integral cycle groups, erschienen in: Topology, Bd. 1, 1962, S. 257–299) und war dann Instructor an der Universität Princeton, 1963 bis 1965 am Institute for Advanced Study (wie auch 1974/75, 1981/82, 1985, 1989 und 1992), ab 1965 Assistant Professor, ab 1968 Associate Professor und ab 1972 Professor in Princeton (zuletzt als Henry Burchard Fine Professor). 1970 war er Austauschwissenschaftler am Steklow-Institut in Sankt Petersburg. 1996 wurde bei ihm Knochenkrebs diagnostiziert, und er starb ein Jahr später an Komplikationen aus einer Lungenentzündung nach einer Knochenmarkstransplantation.
1968 bis 1970 war er Sloan Research Fellow und 1974 bis 1975 Guggenheim Fellow. Er war Mitglied der American Association for the Advancement of Science. Er war Herausgeber und einer der Gründer der Zeitschrift Experimental Mathematics. 1978 war er Invited Speaker auf dem Internationalen Mathematikerkongress in Helsinki (Minimal surfaces: tangent cones, singularities and topological types) und 1970 in Nizza (Geometric measure theory and elliptic variational problems).
Almgren war zweimal verheiratet. Aus erster Ehe hatte er einen Sohn und eine Tochter, die ebenfalls Mathematiker wurden. In zweiter Ehe war er seit 1973 mit der Mathematikerin Jean Taylor (Professor an der Rutgers University) verheiratet, die bei ihm promovierte. Mit ihr hatte er eine Tochter.
Zu seinen Doktoranden zählten unter anderem John M. Sullivan, Kenneth A. Brakke, Jean Taylor, Frank Morgan und Robert V. Kohn.

## Werk
Almgren war bekannt für seine Arbeiten zur geometrischen Analysis, insbesondere der Untersuchung von Minimalflächen.
1966 gelang ihm die Lösung des Bernstein-Problems für vier Dimensionen (siehe den Artikel Ennio De Giorgi).
In den 1960er Jahren initiierte er das Studium von Varifaltigkeiten als Verallgemeinerung der orientierbare Flächen beschreibenden Ströme (Currents) der geometrischen Maßtheorie auf den nicht-orientierbaren Fall (von W. K. Allard später ausgebaut).
In den 1970er Jahren untersuchte er Minimalprobleme, die dem Problem der Form der Oberflächen von Seifenblasen (mit Rändern) näher waren als das klassische Plateau-Problem (durch Tibor Radó und Jesse Douglas) oder die Formulierung bei Wendell und Fleming (mass minimizing integral currents). Beim klassischen Plateauproblem werden beispielsweise einige unphysikalische Annahmen wie Selbstdurchdringung der Flächen erlaubt. Almgren gelangen hier Existenz- und Regularitätsbeweise, die von Jean Taylor weiter ausgebaut wurden. Sie zeigten zum Beispiel, dass ihr Seifenblasenmodell die experimentelle Beobachtung wiedergab, dass sich je drei Flächen in einer Linie treffen und vier in einem isolierten Punkt.
Ab 1974 arbeitete er an dem Beweis, dass die Dimension der singulären Mengen Massen-minimierender d-dimensionaler Hyperflächen höchstens Dimension d−2 haben und das d-dimensionale Maß Null haben. Sein ursprünglicher Beweis, an dem er 10 Jahre arbeitete, war 1700 Seiten lang. Er wurde erst 2000 veröffentlicht (herausgegeben von Jean Taylor und Vladimir Scheffer).
Almgren beschäftigte sich auch mit Computersimulationen von Minimalflächen und drehte darüber einen Film.
In den 1980er Jahren arbeitete er unter anderem mit Jean Taylor über Evolutionsgleichungen der Dynamik von Flächen in der Differentialgeometrie, aufbauend auf den Ideen zum „mean curvature flow“ von Ken Brakke (1975). Insbesondere waren sie an Anwendungen in der Modellierung von Kristallwachstum interessiert.

## Schriften
- Plateau’s Problem: an invitation to varifold geometry, Benjamin, 1966, Neuauflage AMS 2001
- mit Jean Taylor: The geometry of Soap Films and Soap Bubbles, Scientific American Juli 1976
- Selected Works, AMS 1999 (Herausgeber Jean Taylor)
- The theory of varifolds, Lectures Notes, Princeton 1965
- Existence and regularity almost everywhere of solutions to elliptic variational problems with constraints, Memoirs AMS 1976

## Verweise
1. ↑  Frederick Justin Almgren, Jr. im Mathematics Genealogy Project (englisch)
2. ↑  Almgren: Some interior regularity theorems for minimal surfaces and an extension of the Bernstein's theorem, Ann. of Math., Band 85, 1966, S. 277–292.
3. ↑  „Masse“ im Sinn der geometrischen Maßtheorie, sie entspricht dem Flächenmaß gezählt mit einer Multiplizität aus möglichen Überlagerungen
4. ↑  Vladimir Scheffer, Jean E. Taylor (Hrsg.): Almgren’s big regularity paper: Q-valued functions minimizing Dirichlet’s Integral and the regularity of area-minimizing rectifiable currents up to codimension 2, World Scientific, 2000, 955 Seiten
5. ↑  Fred Almgren, Jean E. Taylor, Lihe Wang: Curvature driven flows: a variational approach, SIAM Journal on Control and Optimization 31, 1993, S. 387–438

| Personendaten    | Personendaten                                         |
| ---------------- | ----------------------------------------------------- |
| NAME             | Almgren, Frederick                                    |
| ALTERNATIVNAMEN  | Almgren, Frederick Justin junior (vollständiger Name) |
| KURZBESCHREIBUNG | US-amerikanischer Mathematiker                        |
| GEBURTSDATUM     | 3. Juli 1933                                          |
| GEBURTSORT       | Birmingham, Alabama                                   |
| STERBEDATUM      | 5. Februar 1997                                       |
| STERBEORT        | Princeton                                             |